# 智己L7
智己L7是由上汽集团旗下智己汽车生产的一款全尺寸豪华电动轿车，亦是该品牌首款量产车型。该车于2021年发布，2022年开始生产与交付。智己L7的競爭對手是特斯拉Model S。

## 历史
2021年4月19日，智己L7的原型车在上海车展上亮相。同日，该车开始预售，首批3000辆“天使轮版”的预售价格为40.88万元（人民币，下同），预定者即成为“天使轮用户”并享受特别权益。翌日首批200辆额度售罄。同年9月举行的成都车展，最后800个天使轮用户名额售罄，至此3000辆智己L7“天使轮版”预售活动结束。12月26日，200辆智己L7 Beta体验版下线在上汽集团临港工厂交付。
2022年2月28日，智己L7量产车在上汽临港工厂正式投产。虽然面临电池等原材料上涨的压力，但智己汽车承诺对L7天使轮和A轮用户的预售价格不上调，仍维持40.88万元。与此同时，上海遭遇2019冠状病毒病聚集性疫情，受此影响，智己L7最初承诺于4月底交付，也因此延后至6月18日开始交付。
2024年2月24日，智己L7推出更新后的版本，新版本起售价较之前下降3.89万元，价格区间为29.99万元至41.99万元，共有四个版本。新版本搭载激光雷达智驾系统，既有智己L7车主可通过原石或原石加现金的形式升级。

## 特征

### 外观设计

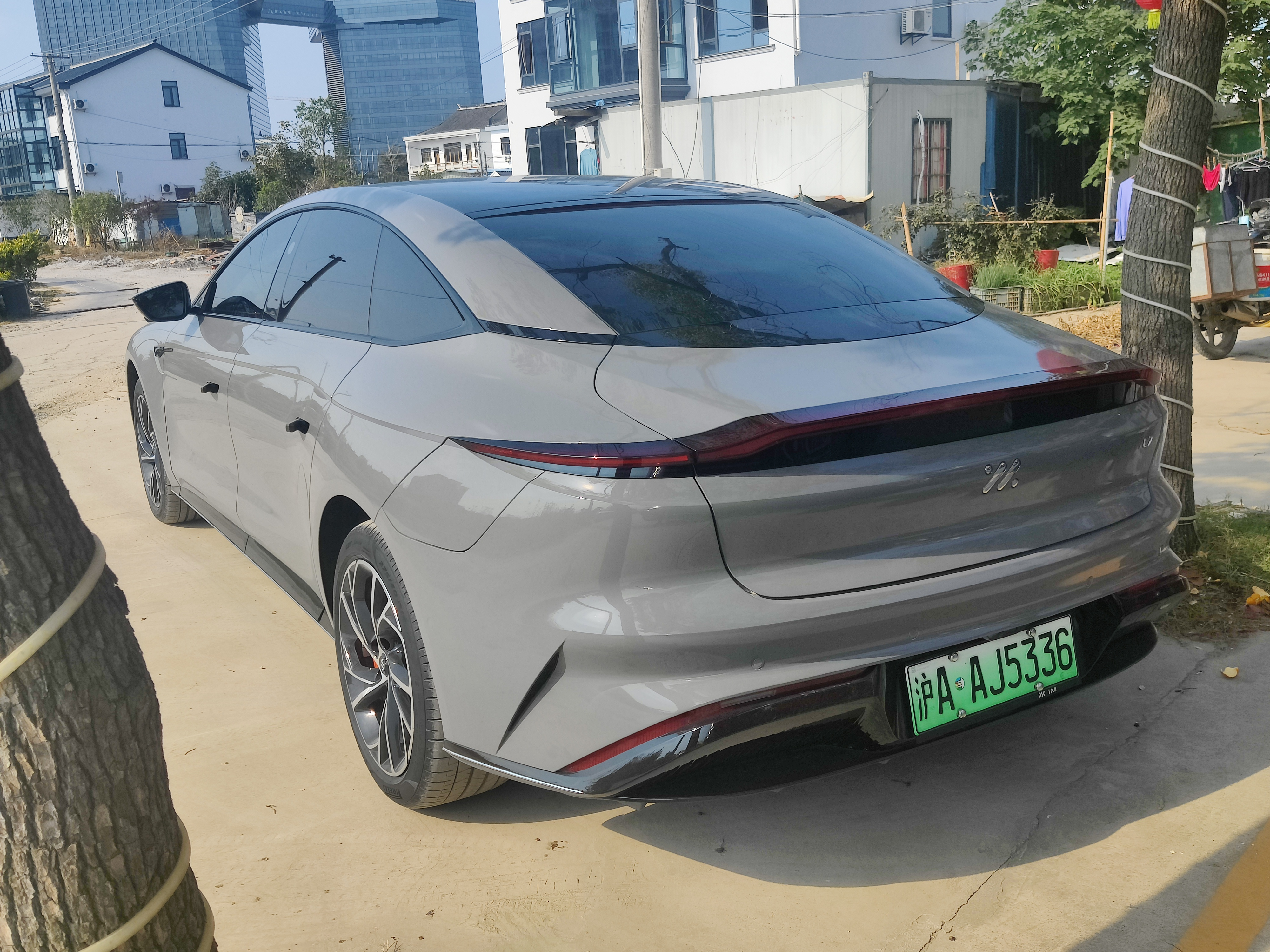
智己L7后侧

智己L7为中大型豪华车，其整体比例较为宽大、低矮和流线感，线条设计更接近四门大轿跑车。车尾配备ISC智慧灯光系统，由260万像素DLP及5000颗LED灯珠组成。

### 动力系统与硬件
智己L7內置IM AD智能驾驶系统，配备英伟达Jetson芯片、光学雷达、11个摄像头、5个毫米波雷达和12个超声波传感器。这使得該款汽车可以在高速公路上自动驾驶，在城市街道上可以半自动驾驶。
智己L7的基础版采用单后置电机，功率为340 hp（250 kW；340 PS）；而旗舰版采用双电机配置，前电机功率为237 hp（177 kW；240 PS），后电机功率为340 hp（250 kW；340 PS）。每个电机均使用93 kWh电池，早期版本的续航里程为615 km（382 mi）。智己L7支持无线充电功能，惟需另行购买。
威廉姆斯高级工程公司（Williams Advanced Engineering）參與智己L7的汽車底盤研發，其中包括四轮转向和CDC电子控制阻尼系统。该车的百公里加速为3.87秒，百公里制动距离达到32.69米。2022年4月，智己L7完成连续漂移43.646公里，一度打破“电动汽车漂移距离最长”吉尼斯世界纪录。

### 内饰
智己L7內置39英寸（99 cm）大小的觸控式汽車儀表和12.3英寸（31 cm）大小的中央触摸屏，同时配备高通8155座舱芯片，搭载IM OS多屏无界智能互动系统。该车配备22个扬声器的音响系统，总输出功率为1120瓦。全车座椅配备加热功能，主副驾席位亦可配备按摩座椅，车顶亦配备有隔热双镀银纯景天幕。
2024年推出的升级版本在座椅、驾乘空间、舒适性配置上作出调整，同时将半辐式方向盘作为标准配置。新版本搭载双激光雷达和英伟达Orin X芯片，支持城市NOA功能，亦支持“ICS云台制动”功能。

## 争议

### 涉嫌虚假宣传
2022年5月10日，102名智己L7“天使轮”车主发布联合声明维权。受影响的车主在锁单选配时发现，其配置表与之前发布会公布的配置存在不同，之后在微信车友群和智己官方车主社区进行讨论。另有车主表示，智己L7实际电池度数为89.9kWh，与官方宣传所称的93kWh不符。智己汽车回应称，两者之间的数据差异是由不同的电池电量测试方法所导致，但这一说法未被车主所信服。智己汽车表示这是工作中的不严谨所导致，将采用统一的数据口径并公示相关测试标准及备注。而智己L7在2021年上海车展发布时更承诺标配无线充电技术，但在随后公布的最终配置表则显示，无线充电接收器需要另行购买。但智己汽车反驳称从未承诺过“无线充电配置”是标配，而2021年4月21日发布的一条短视频则已被删除。除此之外，智己L7的活塞卡钳、高清摄像头、五代毫米波雷达、通风系统以及尾门均出现了减配的现象。有车主向智己汽车反馈相关问题后并未收到任何答复，还遭到员工辱骂是“大聪明”“孔乙己”。5月28日晚，智己汽车发布一封《智己汽车联席CEO刘涛谈用户关心的问题》，就近期发生的相关争议进行回应。但维权车主表示回应全文没有正面提及背信问题，形容是“避重就轻”。

## 外部鏈接
- 官方网站